# Strcpy

strcpy — функция стандартной библиотеки языка программирования Си для копирования нуль-терминированной строки (включая нуль-терминатор) в заданный буфер.

## Прототип функции
Прототип, описанный в заголовочном файле string.h:
```
char
 
*
strcpy
 
(
char
 
*
dst
,
 
const
 
char
 
*
src
);

```

- dst — указатель на буфер назначения.
- src — указатель на исходную строку.

## Возвращаемое значение
Функция возвращает значение dst.

## Пример использования
```
#include
 
<string.h>

#include
 
<stdio.h>
                       /* для printf() */

int
 
main
()

{

   
char
 
*
str
 
=
 
"string example"
;

   
char
  
buf
[
32
];
                        
// буфер размером больше строки

   
buf
[
0
]
 
=
 
'\0'
;
                        
// помечаем буфер как пустую строку, либо char buf[32] = "";

   
printf
(
"string: 
\"
%s
\"\n
"
,
 
str
);

   
printf
(
"buffer before copying: 
\"
%s
\"\n
"
,
 
buf
);

   
strcpy
(
buf
,
 
str
);

   
printf
(
"buffer after copying: 
\"
%s
\"\n
"
,
 
buf
);

   
return
 
0
;

}

```

Вывод:
```
string: "string example"
buffer before copying: ""
buffer after copying: "string example"

```

## Безопасность
Поскольку функция не проверяет длину строки и размер буфера, она не должна использоваться для работы с данными, размер которых неизвестен, во избежание переполнения буфера dst.
Вместо strcpy рекомендуется использовать стандартную функцию strncpy (добавляя нуль-терминатор при необходимости!) или не входящие в стандарт функции strlcpy или strncpy_s.